# Mark VII
Mark VII je bil tank britanske vojske v prvi svetovni vojni.

## Zgodovina in opis tanka
Po relativno uspešni vlogi tanka Mark I v prvi svetovni vojni je bilo naročenih 1220 teh tankov. To je pripomoglo k nadaljnjemu razvoju tankov. Kmalu za tem so nastale nove različice, ki so bile Mark II in Mark III. Ta dva tanka sta bila namenjena urjenju tankistov. Mark III je bil namenjen za urjenje tankistov na novem tanku Mark IV, tank Mark II pa je bil narejen za urjenje tankistov za tank Mark I. Pet od tankov Mark II je bilo namenjeno testiranju novega menjalnika za tank Mark IV. Zaradi pregrevanja in drugih problemov so ta projekt upostili, vendar je bil ta »ubujen« oktobra 1917. Projekt sta nadaljaval brata Brown. Julija 1918 je bil narejen prototip tanka Mark VII. Razlike med tankom Mark II in tankom Mark VII so bile bolj tehnične narave. Tank Mark VII je imel zelo zahtevno zgrajen hidravlični menjalnik. Ta tank se je zelo pregreval, zato je bilo veliko pozornosti namenjeno hlajenju. Teh tankov je bilo naročenih 74 s katerimi so nameravali opremiti en bataljon. Vendar jih so bili do konca vojne narejeni le trije primerki. Po vojni so naročilo prekinili. Do danes se ni ohranil nobeden tank Mark VII.